# Lijst van administratieve eenheden in Ninh Bình
Deze lijst bevat een overzicht van administratieve eenheden in Ninh Bình (Vietnam).
De provincie Ninh Bình ligt in het noorden van Vietnam, aan de Golf van Tonkin. De oppervlakte van de provincie bedraagt 1392,4 km² en Ninh Bình telt ruim 928.500 inwoners. Ninh Bình is onderverdeeld in een stad, een thị xã en zes huyện.

## Stad

### Thành phốNinh Bình
- Phường Bích Đào
- Phường Đông Thành
- Phường Nam Bình
- Phường Nam Thành
- Phường Ninh Khánh
- Phường Ninh Phong
- Phường Phúc Thành
- Phường Tân Thành
- Phường Thanh bình
- Phường Vân Giang
- Xã Ninh Nhất
- Xã Ninh Phúc
- Xã Ninh Sơn
- Xã Ninh Tiến

## Thị xã

### Thị xãTam Điệp
- Phường Bắc Sơn
- Phường Nam Sơn
- Phường Tân Bình
- Phường Tây Sơn
- Phường Trung Sơn
- Xã Đông Sơn
- Xã Quang Sơn
- Xã Yên Bình
- Xã Yên Sơn

## Huyện

### Huyện Gia Viễn
- Thị trấn Me
- Xã Gia Hòa
- Xã Gia Hưng
- Xã Gia Lạc
- Xã Gia Lập
- Xã Gia Minh
- Xã Gia Phong
- Xã Gia Phú
- Xã Gia Phương
- Xã Gia Sinh
- Xã Gia Tân
- Xã Gia Thắng
- Xã Gia Thanh
- Xã Gia Thịnh
- Xã Gia Tiến
- Xã Gia Trấn
- Xã Gia Trung
- Xã Gia Vân
- Xã Gia Vượng
- Xã Gia Xuân
- Xã Liên Sơn

### Huyện Hoa Lư
- Thị trấn Thiên Tôn
- Xã Ninh An
- Xã Ninh Giang
- Xã Ninh Hải
- Xã Ninh Hòa
- Xã Ninh Khang
- Xã Ninh Mỹ
- Xã Ninh Thắng
- Xã Ninh Vân
- Xã Ninh xuân
- Xã Trường Yên

### Huyện Kim Sơn
- Thị trấn Bình Minh
- Thị trấn Phát Diệm
- Xã Ân Hòa
- Xã Chất Bình
- Xã Chính Tâm
- Xã Cồn Thoi
- Xã Định Hóa
- Xã Đồng Hướng
- Xã Hồi Ninh
- Xã Hùng Tiến
- Xã Kim Chính
- Xã Kim Định
- Xã Kim Đông
- Xã Kim Hải
- Xã Kim Mỹ
- Xã Kim Tân
- Xã Kim Trung
- Xã Lai Thành
- Xã Lưu Phương
- Xã Như Hòa
- Xã Quang Thiện
- Xã Tân Thành
- Xã Thượng Kiệm
- Xã Văn Hải
- Xã Xuân Thiện
- Xã Yên Lộc
- Xã Yên Mật

### Huyện Nho Quan
- Thị trấn Nho Quan
- Xã Cúc Phương
- Xã Đồng Phong
- Xã Đức Long
- Xã Gia Lâm
- Xã Gia Sơn
- Xã Gia Thủy
- Xã Gia Tường
- Xã Kỳ Phú
- Xã Lạc Vân
- Xã Lạng Phong
- Xã Phú Lộc
- Xã Phú Long
- Xã Phú Sơn
- Xã Quảng Lạc
- Xã Quỳnh Lưu
- Xã Sơn Hà
- Xã Sơn Lai
- Xã Sơn Thành
- Xã Thạch Bình
- Xã Thanh Lạc
- Xã Thượng Hòa
- Xã Văn Phong
- Xã Văn Phú
- Xã Văn Phương
- Xã Xích Thổ
- Xã Yên Quang

### Huyện Yên Khánh
- Thị trấn Yên Ninh
- Xã Khánh An
- Xã Khánh Công
- Xã Khánh Cư
- Xã Khánh Cường
- Xã Khánh Hải
- Xã Khánh Hòa
- Xã Khánh Hội
- Xã Khánh Hồng
- Xã Khánh Lợi
- Xã Khánh Mậu
- Xã Khánh Nhạc
- Xã Khánh Ninh
- Xã Khánh Phú
- Xã Khánh Thành
- Xã Khánh Thiện
- Xã Khánh Thủy
- Xã Khánh Tiên
- Xã Khánh Trung
- Xã Khánh Vân

### Huyện Yên Mô
- Thị trấn Yên Thịnh
- Xã Khánh Dương
- Xã Khánh Thịnh
- Xã Khánh Thượng
- Xã Mai Sơn
- Xã Yên Đồng
- Xã Yên Hòa
- Xã Yên Hưng
- Xã Yên Lâm
- Xã Yên Mạc
- Xã Yên Mỹ
- Xã Yên Nhân
- Xã Yên Phong
- Xã Yên Thái
- Xã Yên Thắng
- Xã Yên Thành
- Xã Yên Từ
- Xã Yên Phú